# Jaime Carner
Jaime Carner Romeu —también citado como Jaume Carner— (Vendrell, 22 de febrero de 1867 – Barcelona, 26 de septiembre de 1934) fue un banquero, abogado y político español. Hombre procedente de las filas del catalanismo, fue varias veces diputado en Cortes y ministro de Hacienda durante el periodo inicial de la Segunda República.

## Biografía
Nació en la localidad tarraconense de Vendrell el 22 de febrero de 1867.
Tras finalizar, en 1886, sus estudios de Derecho en la Universidad de Barcelona, inició su carrera profesional como abogado en el bufete del alcalde de Barcelona, Francisco de Paula Rius y Taulet.
Fue militante del Centre Nacional Català. Dirigente, en 1901, de la Lliga Regionalista, formará parte del consistorio municipal en 1903 hasta que su oposición a la recepción que el ayuntamiento barcelonés le dispensó a Alfonso XIII, en la visita que este realizó en 1904, provocó su abandono de la Lliga y la fundación, junto con Ildefons Suñol del Centre Nacionalista Republicà, del que será presidente en 1906, y del semanario —después diario— El Poble Català.
En las elecciones de 1907 presentó candidatura por la coalición Solidaridad Catalana, siendo elegido diputado a Cortes por el distrito de Vendrell, escaño que volvería a revalidar en los comicios de 1910. Ese mismo año fue uno los fundadores de la Unió Federal Nacionalista Republicana (UFNR), partido del que sería uno de sus dirigentes. Bajo estas siglas lograría revalidar su escaño por Tarragona en las elecciones de 1914, que abandonaría en 1916 para dedicarse nuevamente a la abogacía.
Con la proclamación de la Segunda República retornaría a la vida política. En las elecciones de 1931 presentó su candidatura como republicano independiente, logrando obtener escaño por la circunscripción de Tarragona. En esta legislatura formaría parte de la comisión encargada de redactar el Estatuto de Autonomía de Cataluña.

## Ministro de Hacienda
El presidente del Consejo de ministros Manuel Azaña lo nombró ministro de Hacienda el 16 de diciembre de 1931, cartera que desempeñaría durante casi dos años. Su nombramiento como ministro motivó la salida del gobierno de Alejandro Lerroux y el Partido Republicano Radical.
A su llegada al Ministerio hubo de hacer frente a una hacienda pública sobreendeudada y con un déficit público elevado, por lo que en marzo de 1932 aprobó el llamado «Presupuesto de liquidación de deudas y de saneamiento de la Hacienda». En opinión de Carner, una reforma radical de la Hacienda podría suponer - por desmoronamiento de la recaudación e imposibilidad de atender los servicios - el fracaso de la República. Por eso creía que había que aceptar las bases fiscales que constituían la Hacienda del Estado: contribuciones de producto y monopolios. Junto con el Presupuesto para 1933, presentó Carner el Proyecto de Ley de Contribución General sobre la Renta, del que se habla más adelante, renunciando a establecer otros nuevos tributos, por considerar que la economía española no podía soportar más aumentos de impuestos. Era pues necesario para Carner acudir al empréstito, si bien consideraba que el Estado no podía acaparar toda la emisión de deuda, pues otras entidades necesitaban emitir obligaciones y recurrir a una parte del ahorro nacional.
Carner fue el impulsor, como ministro de Hacienda, de la aprobación en 1932 del primer impuesto sobre la renta establecido en España. Para su modelo se basó en el proyecto de José Calvo Sotelo, durante la dictadura de Primo de Rivera y que no llegó a ser aprobado y que a su vez tenía su origen en los proyectos legislativos que a partir de 1910 elaboró Flores de Lemus.
El impuesto que se aprobó era un tributo de carácter complementario, que se superponía a los impuestos de producto y gravaba a un reducido número de contribuyentes, solo aquellos que obtuvieran rentas superiores a cien mil pesetas, una cantidad bastante elevada para la época, por lo que algunos lo han calificado a posteriori de poco ambicioso. La tarifa de gravamen se iniciaba con el 1 % y alcanzaba un máximo del 11 % para el exceso del primer millón de pesetas de renta imponible.
Carner se hizo famoso por una frase que pronunció sobre el millonario mallorquín Juan March: «O la República acaba con March o March acaba con la República». El empresario mallorquín mantenía un gran número de negocios irregulares, y de hecho en el pasado ya había tenido problemas con las autoridades. Por intervención del propio Carner, March fue detenido y encarcelado, quedando a disposición de la Comisión de responsabilidades. Gravemente enfermo, se vio obligado a presentar su dimisión el 12 de junio de 1933. Le había sido diagnosticado un cáncer que le llevaría a la muerte. Falleció en Barcelona el 26 de septiembre de 1934.